# Гартфорд (Південна Дакота)
Гартфорд (англ. Hartford) — місто (англ. city) в США, в окрузі Міннігага штату Південна Дакота. Населення — 3354 особи (2020).

## Географія
Гартфорд розташований за координатами 43°37′15″ пн. ш. 96°56′39″ зх. д. / 43.62083° пн. ш. 96.94417° зх. д. (43.620700, -96.944232).  За даними Бюро перепису населення США в 2010 році місто мало площу 5,88 км², з яких 5,87 км² — суходіл та 0,00 км² — водойми. В 2017 році площа становила 6,86 км², з яких 6,86 км² — суходіл та 0,00 км² — водойми.

## Демографія
Згідно з переписом 2010 року, у місті мешкали 2534 особи в 913 домогосподарствах у складі 684 родин. Густота населення становила 431 особа/км².  Було 939 помешкань (160/км²).
Расовий склад населення:
| - 96,5 % — білих - 1,2 % — корінних американців - 0,6 % — чорних або афроамериканців - 0,2 % — азіатів |

До двох чи більше рас належало 1,4 %. Частка іспаномовних становила 0,6 % від усіх жителів.
За віковим діапазоном населення розподілялося таким чином: 32,7 % — особи молодші 18 років, 59,0 % — особи у віці 18—64 років, 8,3 % — особи у віці 65 років та старші. Медіана віку мешканця становила 31,9 року. На 100 осіб жіночої статі у місті припадало 93,1 чоловіків;  на 100 жінок у віці від 18 років та старших — 92,2 чоловіків також старших 18 років.
Середній дохід на одне домашнє господарство  становив 82 769 доларів США (медіана — 69 773), а середній дохід на одну сім'ю — 93 237 доларів (медіана — 84 722). Медіана доходів становила 46 250 доларів для чоловіків та 39 841 долар для жінок. За межею бідності перебувало 3,2 % осіб, у тому числі 1,3 % дітей у віці до 18 років та 7,3 % осіб у віці 65 років та старших.
Цивільне працевлаштоване населення становило 1602 особи. Основні галузі зайнятості: освіта, охорона здоров'я та соціальна допомога — 24,3 %, роздрібна торгівля — 12,7 %, фінанси, страхування та нерухомість — 9,5 %, будівництво — 8,7 %.